# Heinz Meyer-Bruck

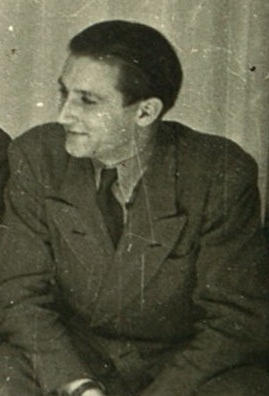
Heinz Meyer-Bruck, Foto: um 1949

Heinz Meyer-Bruck (* 5. Juli 1927 in Hamburg; † 28. August 1997 in Buxtehude) war ein deutscher Architekt, Kunsthistoriker und Künstler.
Seine Jugend verlebte er in Hamburg, wo er ein Humanistisches Gymnasium besuchte. Im Alter von 16 Jahren wurde er 1943 zur Luftwaffe eingezogen und kehrte am Ende seines Kriegsdienstes mit einer schweren Verletzung zurück. Nach Absolvierung einer Abiturprüfung studierte er 1946 zunächst Architektur an der Technischen Hochschule in Braunschweig und anschließend Kunstgeschichte an der Universität Göttingen. Mit der Ausführung architektonischer Planzeichnungen lieferte er auch einen wichtigen Beitrag zu den damals in der Stiftskirche Möllenbeck an der Weser von Rüdiger Klessmann geleiteten Ausgrabungen zur Geschichte des Klosters. Meyer-Bruck promovierte 1952 bei Heinz Rudolf Rosemann mit einer Dissertation über die frühe Baugeschichte des Braunschweiger Doms. Ab 1962 übernahm er eine langjährige Lehrtätigkeit an der staatlichen Ingenieurschule in Buxtehude, die 1971 mit der Fachhochschule Nordostniedersachsen vereinigt wurde. In diesem Jahr erhielt er eine Berufung zum ersten Rektor der Fachhochschule in Buxtehude. Er war in dieser Zeit auch an den Planungen für die neue Gesamthochschule beteiligt.

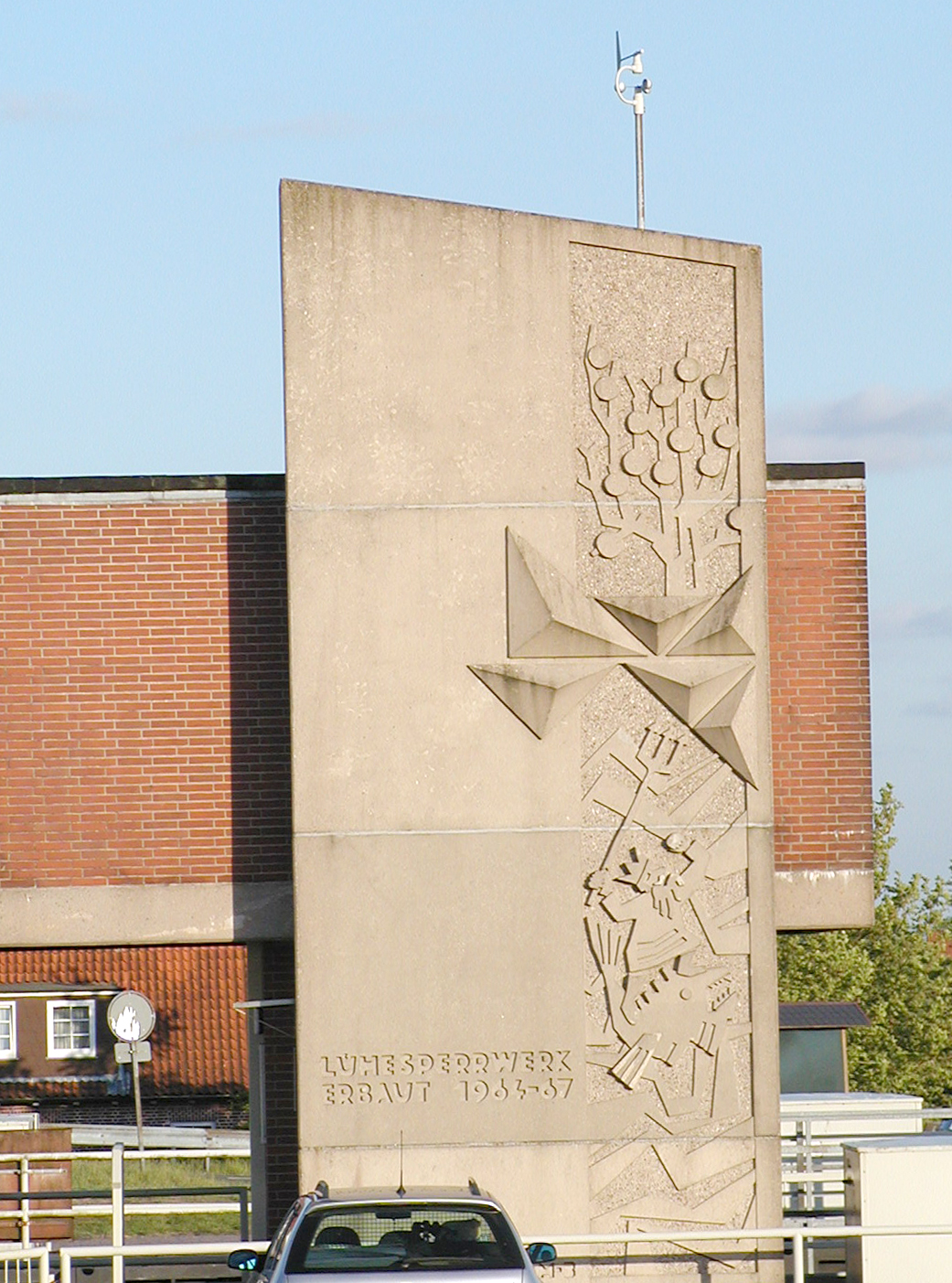
Stele am Lühesperrwerk von Heinz Meyer-Bruck

Das Hauptinteresse Meyer-Brucks lag in seiner Tätigkeit als Hochschullehrer, zu der auch die Vermittlung zeichnerischer Techniken für die Erfassung von Konstruktion und Details in der Architektur gehörte. Sein engagierter Einsatz für die Erhaltung alter Bauwerke war damit eng verbunden. Auch seine künstlerische Tätigkeit weist in diese Richtung. Er hat für mehrere öffentliche Bauten eindrucksvolle Betonreliefs geschaffen, darunter die monumentale Stele am Lühesperrwerk in Grünendeich, welche an die Sturmflut und die Opfer der
Flutkatastrophe von 1962 erinnern soll.

## Veröffentlichungen
- Die Stellung des Braunschweiger Domes in der sächsischen Baukunst des 12. Jahrhunderts, Diss. Göttingen 1952 (Maschinenschrift).

## Kunstwerke
- Estebrügge, Landkreis Stade, Schule
- Grünendeich, Lühesperrwerk, Betonreliefs
- Himmelpforten, Landkreis Stade, Schule
- Königreich, Landkreis Stade, Schule